# Мужская сборная Словении по хоккею на траве
Мужская сборная Словении по хоккею на траве — мужская сборная по хоккею на траве, представляющая Словению на международной арене. Управляющим органом сборной выступает Федерация хоккея на траве Словении (словен. Zveza za hokej na travi Slovenije, англ. Slovenian Hockey Federation).

## Результаты выступлений

### Мировая лига
- 2014/15 — выбыли в 1-м раунде

### Чемпионат Европы
- 2003 — не прошли квалификацию

### Чемпионат Европы (III дивизион)
(EuroHockey Nations Challenge IV, до 2011 назывался EuroHockey Nations Challenge I)
- 2007 — 6-е место[1]
- 2009 — 6-е место

### Чемпионат Европы (IV дивизион)
(EuroHockey Nations Challenge IV, до 2011 назывался EuroHockey Nations Challenge II)
- 2007 — [2]
- 2017 — 
  - Грегор Буквич, Доминик Месарич, Марсель Тратнек, Деян Кючан, Мартин Месарич, Петер Фрас, Франц Маучец (капитан), Матьяж Срака, Алеш Малачич, Симон Домьян (вратарь), Боштьян Станко, Филип Бенцик, Урош Станко, Топлак Блаж, Роберт Месарич, Лука Вегич, Ален Балаж, Ерней Вучко (вратарь). Тренер — Симон Топлак, менеджер — Йозеф Краньец.
- 2019 — 5-е место
  - Жан Зрински, Эмиль Хари (вратарь), Алеш Скалич, Леген Блаж, Франц Маучец (капитан), Нейц Потокар, Берден Блаж, Ерней Вучко (вратарь), Марсель Тратнек, Матиц Панич, Митя Дшубан, Ален Балаж, Алеш Малачич, Лука Вегич, Алан Немец. Тренер — Франц Маучец, менеджер — Матьяж Потокар.

### Чемпионат Европы по индорхоккею(III дивизион)
- 2003 —
- 2018 — 5-е место
  - Домен Година, Лука Вегич, Деян Кючан, Топлак Блаж, Петер Фрас, Франц Маучец (капитан), Ален Балаж, Ерней Вучко (вратарь), Сашо Дерварич, Филип Бенцик. Тренер — Франц Маучец, менеджер — Алеш Скалич

### Панонский кубок
- 1993 — 4-е место
- 1994 — 4-е место
- 1995 —
- 1996 —
- 1997 — 4-е место
- 1998 — 4-е место
- 1999 — 4-е место
- 2000 — 4-е место
- 2001 — 4-е место
- 2002 —
- 2003 —
- 2005 —
- 2006 —
- 2007 —
- 2008 —
- 2009 —